# Edith
Edith je žensko osebno ime.

## Izvor imena
Ime Edith je različica ženskega osebnega imena Edita.

## Pogostost imena
Po podatkih Statističnega urada Republike Slovenije je bilo na dan 31. decembra 2007 v Sloveniji število ženskih oseb z imenom Edith: 22.

## Osebni praznik
Osebe z imenom Edith lahko godujejo takrat kot osebe z imenom Edita.

## Znane osebe
- Edith Piaf, francoska pevka šansonov